# Axiomatikus-deduktív módszer
Az axiomatikus-deduktív módszer fő vonalakban már a Kr. e. 300-as évekre készen volt. Eukleidész a görög matematika deduktív korszakának fénykorában keletkezett Elemek című műve mintapéldája ennek a megismerési módszernek. Később kiderült, hogy a matematika minden területe tárgyalható axiomatikus-deduktív módon, sőt az elméleti fizika és bizonyos nyelvi és logikai rendszerek is.

## Az axiomatikus-deduktív módszer alapgondolata
Röviden felsoroljuk azokat a fogalmakat, melyekkel a módszer operál. Két fogalomcsoportot kell vázolnunk, az egyik a deduktív tudományok kijelentéseire, a másik a tudományok fogalmaira vonatkozik. (Az axiomatikus-deduktív módszer kifejtésénél nem törekszünk axiomatikus-deduktív pontosságra, inkább csak körülírjuk azt. A pontos definíciók megtalálhatók a formális logikában, de el is térhetnek az ottanitól, attól függően, hogy milyen logikai rendszert veszünk alapul.)

### Érvényes kijelentések
- Tételek: Minden axiomatikus-deduktív tudomány kijelentő mondatok összessége, mely az adott tudományra nézve érvényes megállapításokat tartalmazza. Ezeket a kijelentéseket tételeknek, vagy levezethető mondatoknak nevezzük.
- Axiómák: Adott tudomány az axiomatikus jelzőt annak köszönheti, hogy az érvényes kijelentéseinek (a tételeknek) van egy kitüntetett osztálya, melynek elemeit axiómáknak nevezzük. Ezeket a kijelentéseket automatikusan érvényesnek tekintjük, az elméleten belül semmilyen levezetéssel vagy igazolással nem kell belátnunk tétel voltukat.
- Levezetés: A levezetés kijelentő mondatok olyan sorozata, melynek első eleme axióma, a többi elem pedig a sorozat előző elemeinek pusztán nyelvi szerkezete miatt érvényesnek tekinthető. (Hogy mik ezek a nyelvi szerkezetek, azt a levezetési szabályok mondják meg.) Egy mondat tétel, ha van olyan levezetés, melynek ő az utolsó eleme. Azt, hogy az {\displaystyle S\,} mondat levezethető, úgy jelöljük, hogy

{\displaystyle \Gamma _{0}\vdash S\,}
ahol {\displaystyle \Gamma _{0}\,} jelöli az elmélet axiómáinak összességét.
Nem csak az axiómákból történő levezetés fogalmát szoktuk használni. Ha {\displaystyle \Gamma \,} tetszőleges mondathalmaz, akkor a {\displaystyle \Gamma \,}-ból történő levezetés egy olyan mondatsorozat, melynek első eleme {\displaystyle \Gamma }-beli, a többi elem pedig a sorozat előző elemeiből származtatható a levezetési szabályok segítségével. Azt, hogy az {\displaystyle S\,} mondat levezethető {\displaystyle \Gamma \,}-ból, úgy jelöljük, hogy
{\displaystyle \Gamma \vdash S\,}.
(A {\displaystyle \vdash } jelről lásd bővebben: Fogalomírás.)
- Levezetési szabályok: Hogy pontosan milyen lépések megengedettek egy levezetés során az függ magától az elmélettől. A levezetési szabályok rendszereit Gentzen osztályozta. Az úgy nevezett természetes levezetési rendszerek egyike a klasszikus logika levezetési rendszere, melyet a bizonyítások során a leggyakrabban alkalmaznak. Például a modus ponens szabálya szerint, ha {\displaystyle A\,} és {\displaystyle B\,}, mondatok és {\displaystyle \Gamma \,} valamely mondathalmaz, továbbá {\displaystyle \Gamma \,}-ból levezethető {\displaystyle A\,} és a {\displaystyle '{\mbox{Ha }}A\,{\mbox{, akkor }}B\,'} mondat, akkor {\displaystyle \Gamma \,}-ból levezethető {\displaystyle B\,}. A szabályt jelekben így írjuk:

{\displaystyle {\cfrac {\Gamma \vdash A\,{\mbox{, }}\Gamma \vdash '{\mbox{Ha }}A\,{\mbox{, akkor }}B\,'}{\Gamma \vdash B\,}}}

### Fogalmak (objektumok és tulajdonságok)
Egy axiomatikus elmélet kijelentő mondatai (klasszikus esetben) bizonyos objektumok tulajdonságait rögzítik. Az objektumokhoz és tulajdonságokhoz hasonló fogalmak kapcsolódnak, mint a kijelentő mondatokra vonatkozó fenti rendszer.
- Alapfogalmak: Az axiomatikus elméletek a valamely dolgokról szólnak. Hogy milyen dolgokról tesznek állításokat azt az alapfogalmak körében rögzítjük.

Például az euklideszi síkgeometria pontokról és egyenesekről beszél és arról, hogy egy pont rajta van egy egyenesen. Ezek a síkgeometria alapfogalmai (tárgyaknak két kategóriája és a köztük lévő viszony). Az aritmetika számokról és köztük lévű műveletekről beszél.
- Származtatott fogalmak: Egy axiomatikus elmélet alapfogalmaira az elmélet összes tulajdonsága és fogalma visszavezethető. Az ilyenek a származtatott fogalmak. Valójában egy jól megalapozott axiomatikus elméletben származtatott fogalmak helyett, csak az összetettebb kifejezések rövidítései szerepelnek.

Például az aritmetikában a szorzás és az egész kitevőjű hatványozás visszavezethető az összeadásra, sőt a rákövetkezés műveletére, mely egy számhoz a rákövetkezőjét rendeli. Vagy például származtatott fogalom az {\displaystyle x\leq y} kifejezés, ami azt rövidíti, hogy létezik olyan {\displaystyle z\,} természetes szám, hogy {\displaystyle y=x+z\,}.
- Definíció: Definíció gyanánt gyakran csak rövidítésekkel találkozunk. Vannak esetek azonban amikor az a kérdés, hogy egy fogalom definiálható-e másképpen (például egyszerűbben). Ekkor definiálhatóságon azt értjük, hogy egy T tulajdonságnak vannak-e és ha igen melyek az ekvivalens megfogalmazásai. Fontos lehet például, hogy egy elmélet részelméletében valamely {\displaystyle b_{1},b_{2},...,b_{n}} fogalmakra visszavezethető-e, a bővebb elméletben definiált T fogalom. Ha van olyan F formula, hogy T ekvivalens F-fel, de F-ben csak a {\displaystyle b_{1},b_{2},...,b_{n}} fogalmakat használtuk fel, akkor azt mondjuk, hogy T definiálható a {\displaystyle b_{1},b_{2},...,b_{n}} fogalmak segítségével.
- Definíciós szabályok: Ezek nagyon szorosan kapcsolódnak a levezetési szabályokhoz és az axiómákhoz, ugyanis ez utóbbiakon múlik, hogy, alkalmazhatunk-e például rekurzív vagy nemkonstruktív definíciót. Az euklideszi módon szerkeszthető alakzatok elméletében például biztosan nem "rajzolhatunk" ellipszisvonalat.

Vegyük észre, hogy a fenti két fogalomcsoport elemei között szoros analógia állapítható meg:
| axióma (mondat)                                | alapfogalom (objektum ill. tulajdonság)           |
| tétel (mondat)                                 | származtatott fogalom (objektum ill. tulajdonság) |
| levezetés (mondatsorozat)                      | definíció (ekvivalens megfogalmazás)              |
| levezetési szabályok (nyelvi-formai kritérium) | definíciós szabályok (nyelvi-formai kritérium)    |

### Az axiomatikus-deduktív elméletek tulajdonságai
Fontos kérdés, hogy mikor "jó" egy axiomatikus elmélet, azaz mikor teljesíti azokat a követelményeket, melyek alkalmassá teszik feladata ellátására:
- ellentmondásmentesség – ez azért fontos, mert a klasszikus logika szerint, ha egy elmélet ellentmondásos, akkor benne bármely kijelentés egyszerre bizonyítható is és cáfolható is,
- negációteljesség – ami azt jelenti, hogy minden kijelentés levezethető vagy cáfolható; másként: minden kijelentés igazsága eldönthető, azaz bármilyen feltett eldöntendő kérdésre létezik válasz,
- függetlenség – egyik axióma sem vezethető le a többiből, azaz nincs "redundancia" az axiómák felsorolásában.

Megjegyzés. Nem képezheti matematikai vagy matematikai logikai vizsgálat tárgyát, hogy mik egy adott elméletben az alapfogalmak és axiómák jelentése. Ezt részben a matematikafilozófia, részben a filozófiai logika tárgyalhatja. A matematika ezen inkompetenciáját gyakran a következő nyelvi fordulatokkal fejezik ki az axiomatikus-deduktív elméletek bevezetése során:
"A halmaz (pont, szám, vektor, …) alapfogalom. Nem definiáljuk. Tulajdonságait az axiómák rögzítik, melyeket igaz állításoknak tekintünk."
"A halmaz (pont, szám, vektor, …) alapfogalom. Nem definiáljuk. Értelmét a szemléletből nyerjük, intuitív módon adottnak vesszük."
"A halmaz (pont, szám, vektor, …) alapfogalom. Nem definiáljuk. Jelentését az határozza meg, hogy a tárgyalás során később milyen tételek vonatkoznak rájuk."
Meg kell azonban jegyeznünk, hogy a "jelentés", "intuíció", "igaz" kifejezések egy matematikai szövegben egyáltalán nem bírnak magyarázó erővel, így a fenti mondatok félrevezetőek lehetnek, amennyiben nem utalunk arra, hogy a XX. századi filozófiában komoly eredmények és vizsgálatok születtek ezen fogalmak értelmezésével kapcsolatban. Ráadásul elfedik azt a tényt, hogy míg a matematika egyes fogalmai az egyik axiómarendszerben nem definiált terminusok, addig másokban származtatott fogalmak. (Például a kategóriaelméletben definiálható a halmaz fogalma, míg a halmazelméletben nem, hasonlóképpen a halmazelméletben definiálhatók a számok, az aritmetikában nem.) Az alapfogalom és az axióma relatív fogalmak. Az a kijelentés, hogy "a halmaz alapfogalom" nem értelmes, csak ha így fogalmazunk: "a halmaz alapfogalom a {\displaystyle {\mathcal {T}}} axiomatikus elméletben".

## Informális- és formális-axiomatikus deduktív elméletek
Informálisnak nevezünk egy axiomatikus-deduktív elméletet, ha természetes nyelven fejtik ki és formálisnak, ha valamely logikai szempontból alkalmas formális nyelv képezi az alapját. Az axiomatikus módszert lehet nemformális módon alkalmazni. Ha eléggé körültekintőek vagyunk, akkor a módszer semmivel sem kevésbé használható, mint formális megfelelője. A matematika területeinek nagy részét informális (de formalizálható!) axiomatikus elmélet alapozza meg. Minden esetben ezek az informális rendszerek feltételezik formális megfelelőjüket pusztán az egyértelműség kedvéért. Bizonyos esetekben a természetes nyelv gazdagsága folytán felléphetnek ugyanis látszólagos ellentmondások. Ilyen a következő is, mely a Löwenheim-Skolem-paradoxoncsalád egy gyenge képviselője:
- Skolem-paradoxon – Tekintsük az axiomatikus halmazelméletben szereplő összes halmazt. Mivel egy halmaz definíciója véges sok betűvel (véges hosszú karakterlánccal) leírható, így az összes ilyen definíció halmaza legfeljebb megszámlálhatóan végtelen számosságú (ahogy az összes betűkből álló véges hosszúságú karakterlánc számossága is megszámlálhatóan végtelen). Viszont az axiomatikus halmazelméletben bizonyítható, hogy létezik olyan végtelen halmazrendszer, mely nem megszámlálható számosságú.

A paradoxon feloldása sokkal áttekinthetőbb egy formális-axiomatikus elmélet esetén.
Amennyiben nem az a célunk, hogy egy adott elméletet axiomatikus módon tárgyaljunk, hanem hogy az axiomatikus elméletek általános tulajdonságait vizsgáljuk, akkor már elengedhetetlen, hogy formális elméleteket feltételezzünk. Ilyen vizsgálatokat a bizonyításelmélet, a metamatematika és a modellelmélet végez.